# Paradoxornis
Paradoxornis és un gènere d'ocells de la família dels paradoxornítids (Paradoxornithidae), tot i que sovint encara se'l troba classificat amb els sílvids(Sylviidae).

## Taxonomia
Segons la Classificació del Congrés Ornitològic Internacional (versió 11.1, 2021) aquest gènere conté 2 espècies:
- Paradoxornis flavirostris - Paradoxornis de Gould.
- Paradoxornis guttaticollis - Paradoxornis galtanegre.